# Social Briars
Social Briars is een Amerikaanse dramafilm uit 1918 onder regie van Henry King.

## Verhaal
Iris Lee heeft schoon genoeg van haar eentonig leventje op het platteland. Op een nacht vertrekt ze stiekem naar de grote stad om er haar geluk te beproeven als zangeres. In de stad wordt ze verliefd op Jack Andrews, maar ze zendt hem weg, als hij haar op een nacht bezoekt in een dronken bui. Ze keert terug naar haar geboortestad en daar vindt Jack haar bij toeval.

## Rolverdeling
| Acteur            | Personage      |
| ----------------- | -------------- |
| Mary Miles Minter | Iris Lee       |
| Allan Forrest     | Jack Andrews   |
| Anne Schaefer     | Martha Kane    |
| Edmund Cobb       | Jim Kane       |
| George Periolat   | Peter Andrews  |
| Claire Du Brey    | Helen Manning  |
| Mila Davenport    | Mevrouw Brown  |
| Jacob Abrams      | Mijnheer Brown |
| Frank Whitson     | Franklin       |